# 阿亞山

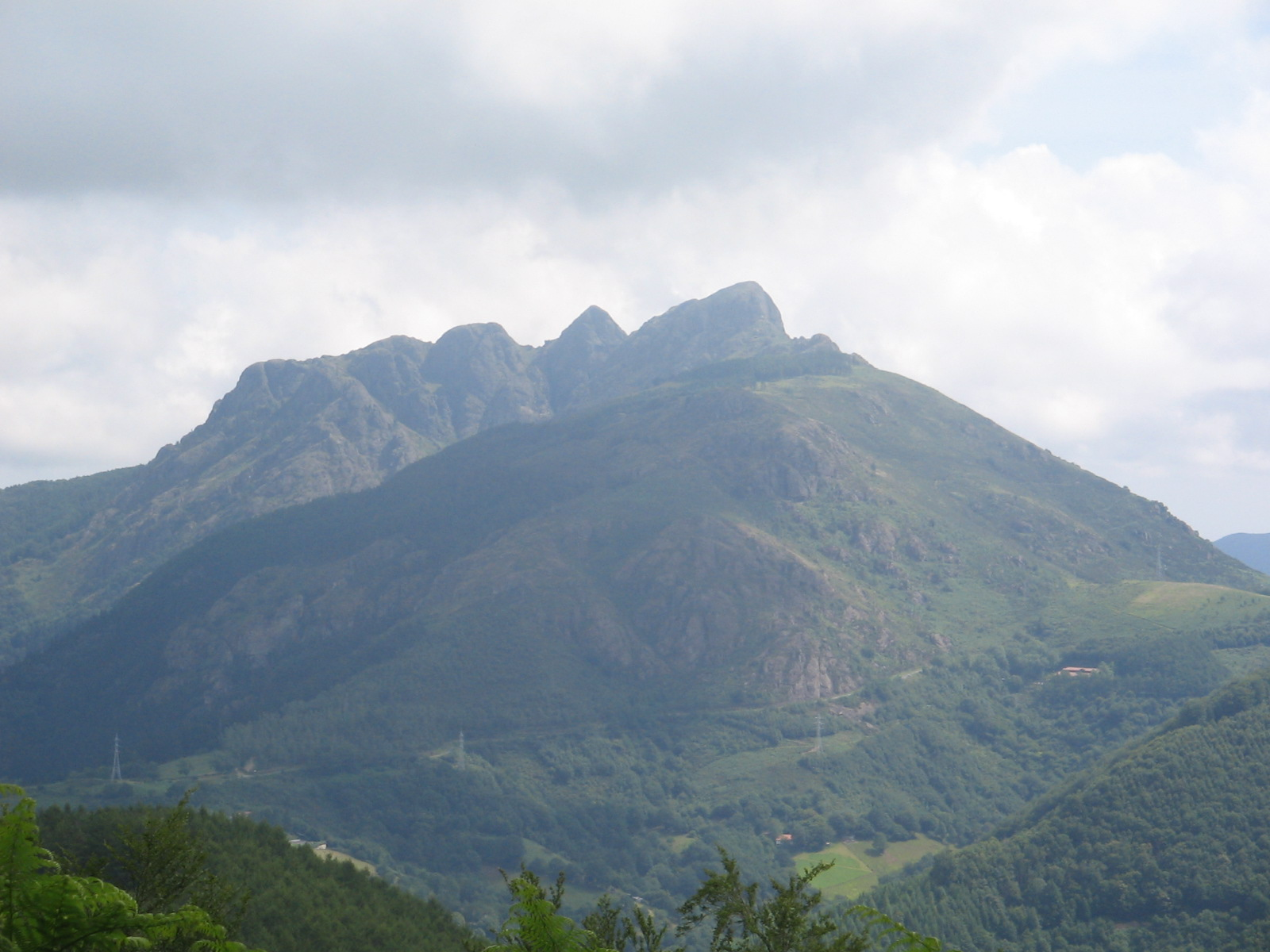

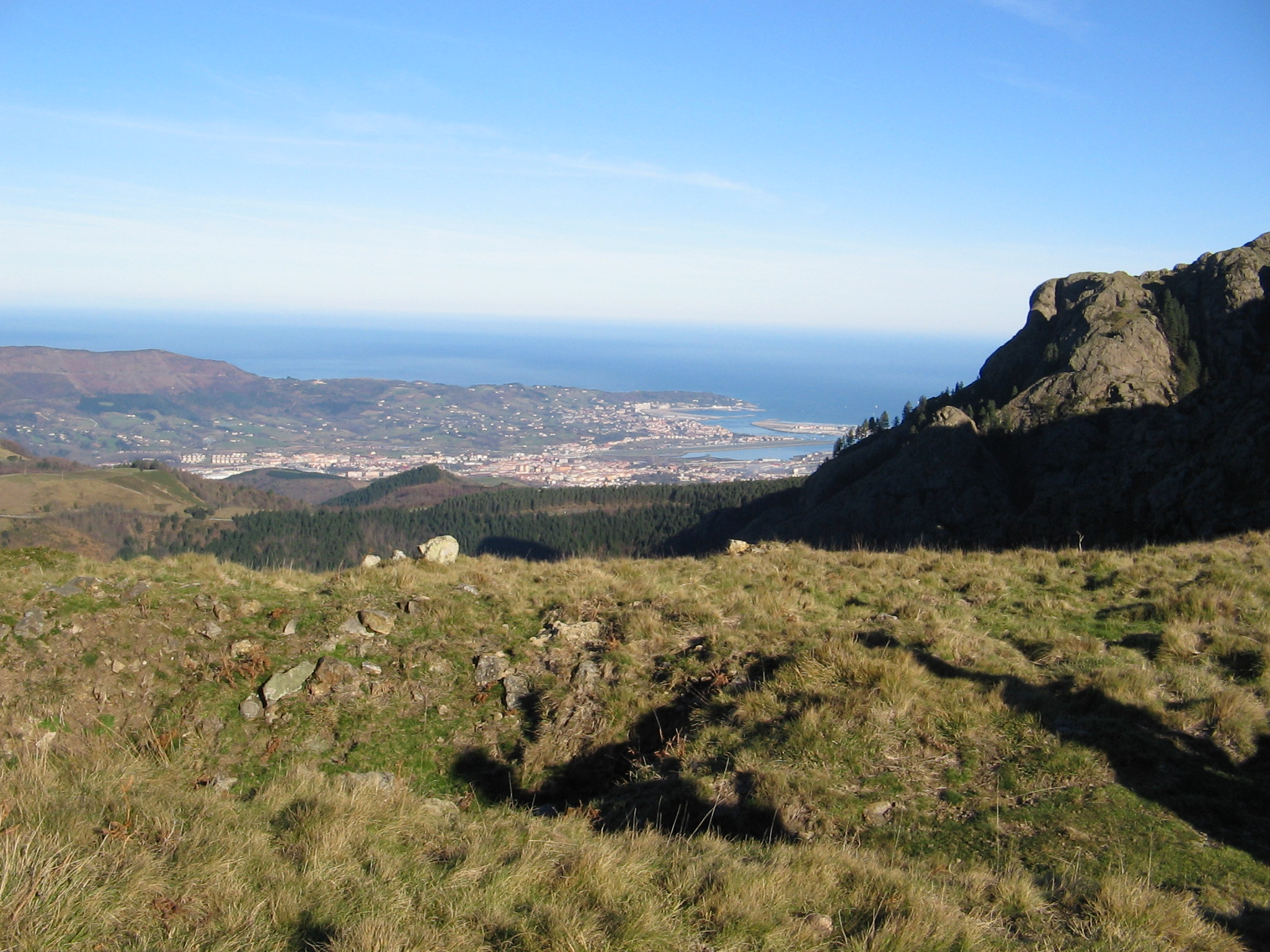

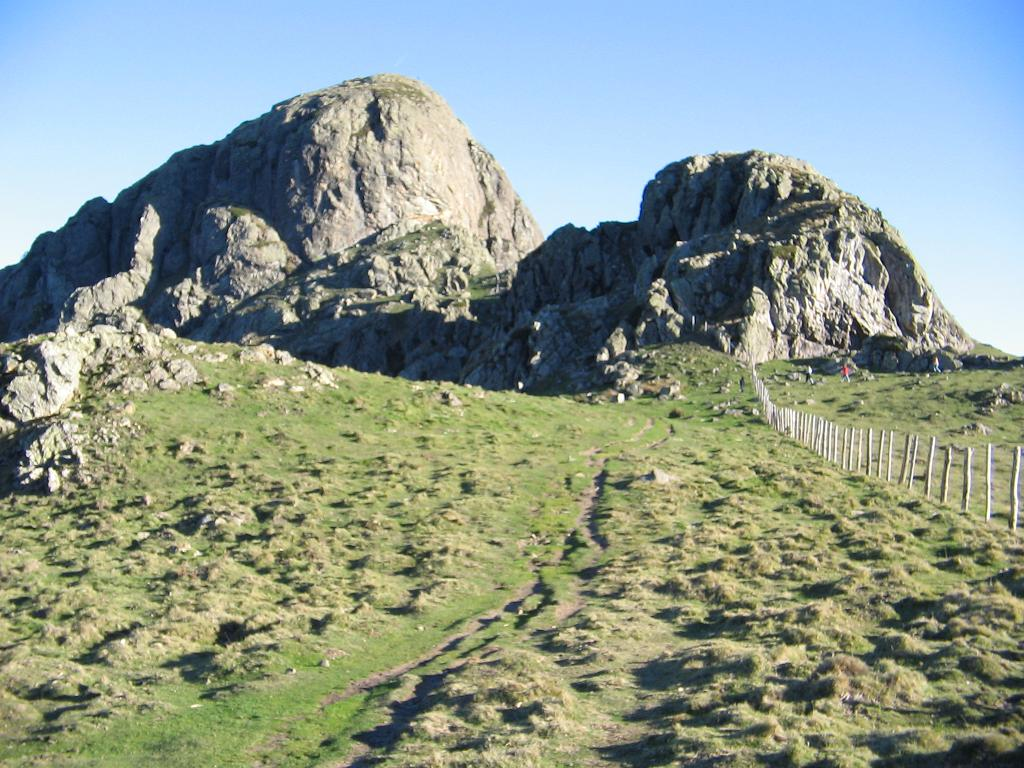

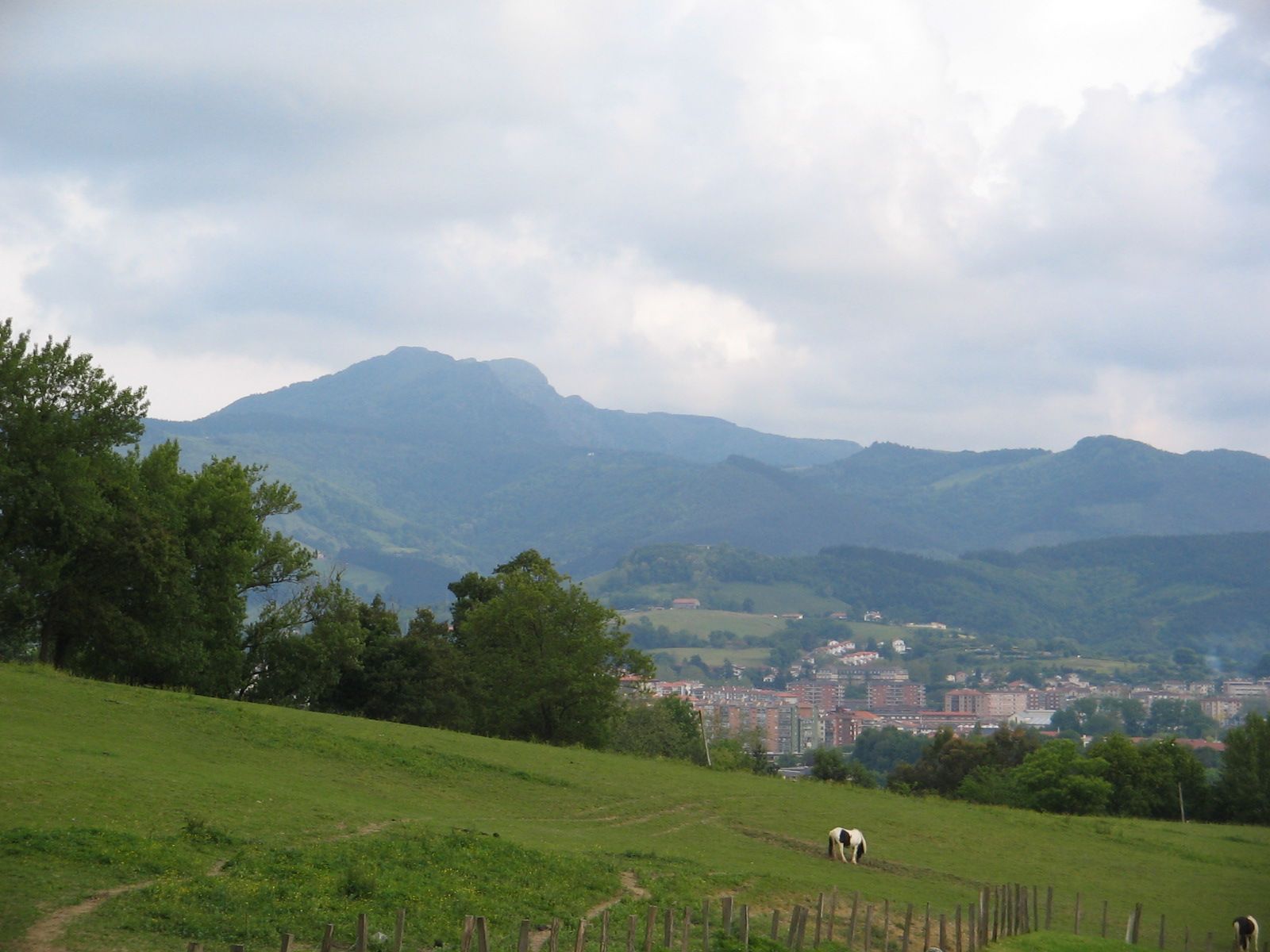

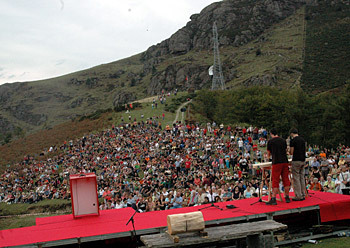

43°16′59.97″N 1°47′4.74″W / 43.2833250°N 1.7846500°W
阿亞山（西班牙語：Peñas de Aya），是西班牙的山峰，位於該國北部華倫西亞自治區，處於奧亞爾特孫以東，屬於比利牛斯山的一部分，海拔高度837米，奧亞爾聰河發源自西北坡。